# Jüdischer Friedhof in Zakopane (1931)

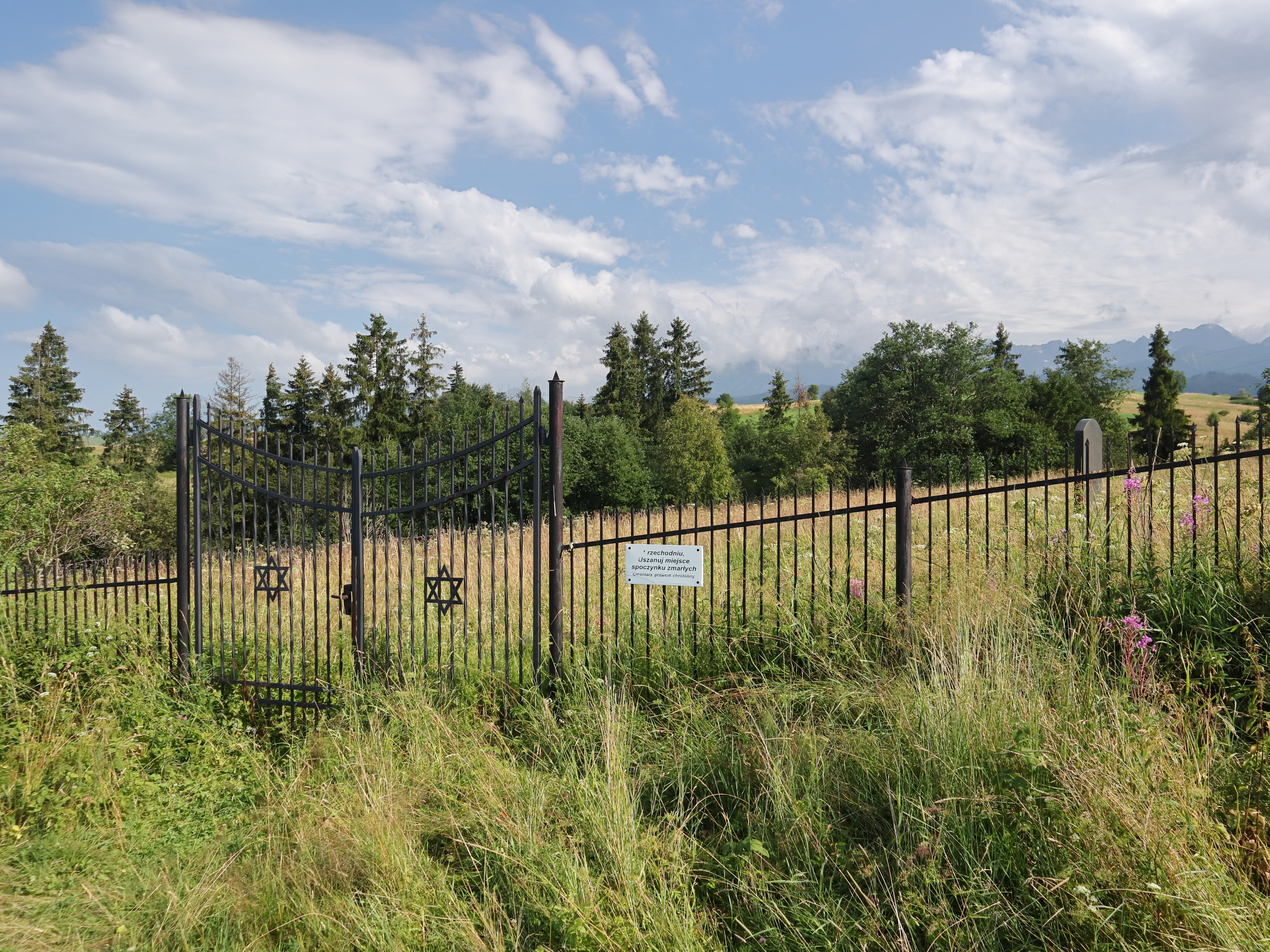
Überreste des Friedhofs im Jahr 2023

Der jüdische Friedhof in Zakopane ist ein kleiner Friedhof in Polen mit einer Fläche von ca. 0,08 ha. Insgesamt wurden hier in den 1930er Jahren knapp 20 Personen bestattet.
Der Friedhof wurde 1931 angelegt. Nach dem deutschen Überfall auf Polen wurde er 1941 zusammen mit den beiden Synagogen von den Besatzern zerstört. 2004 wurde der Friedhof restauriert.

## Lage
Der Friedhof befindet sich östlich des Zentrums Zakopanes auf dem Hügel Bachledzki Wierch in der Nähe des Bahnhofs Zakopane.